# Kowda (rzeka)
Kowda (ros. Ковда) – rzeka na północy europejskiej części Rosji, na granicy obwodu murmańskiego i Karelii. 
Długość – 233 km, powierzchnia zlewni – 26 100 km². 
Wypływa z jeziora Topoziero na wysokości 109 m n.p.m., wpada do Morza Białego w rejonie zatoki Kandałaksza. Na rzece wybudowano trzy elektrownie wodne o łącznej mocy 336 MW i trzy zbiorniki retencyjne: Kumski, Jowski i Kowdozierski.

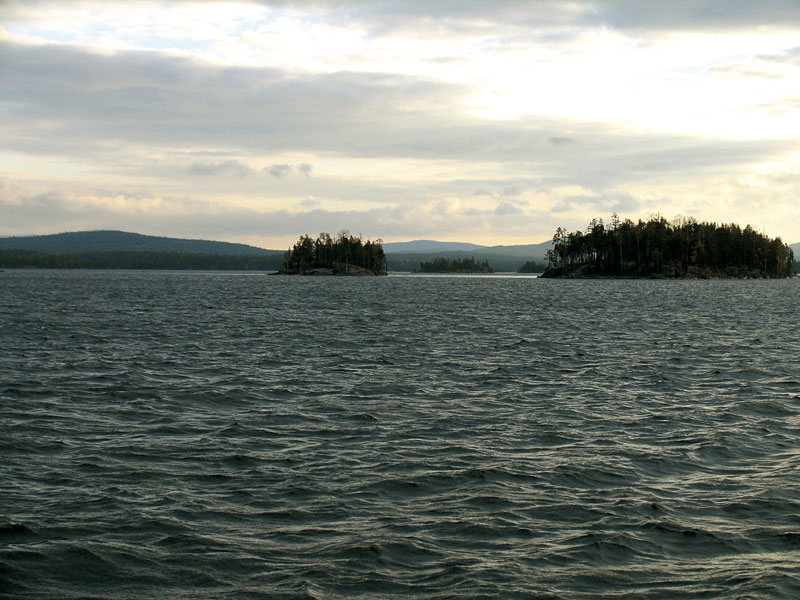
Jowski zbiornik wodny